# Mariano Gallardo y Romero
Mariano Gallardo y Romero (Jerez de la Frontera, 1842-Nerja, 1892) fue un militar, publicista y escritor español.

## Biografía
Nació en 1842 en la ciudad gaditana de Jerez de la Frontera.  Teniente coronel de infantaría y publicista militar, fundó en 1890 en Madrid la Revista Técnica de Infantería y Caballería, que además dirigió.  También había dirigido anteriormente la Revista de Armas Portátiles y la Revista Científico-Militar de Barcelona.  Falleció en la localidad malagueña de Nerja el 2 de febrero de 1892.